# Айріс Грейс Гелмшоу
Айріс Грейс Гелмшоу (англ. Iris Grace Halmshaw, вересень 2009, Маркет Гарборо, Лестершир, Велика Британія) — сучасна британська художниця з аутизмом. Статті про її творчість та долю у 2014—2017 роках опублікували великі європейські та американські газети.

## Біографія
Народилася 2009 року, єдина дочка фотографки Арабелли Картер-Джонсон та фахівця в галузі цінних паперів Пітера-Джона Гелмшоу. У два роки лікарі діагностували у неї важку форму аутизму. Айріс мала порушення сну, нав'язливу поведінку, відмовлялася вступати в зоровий контакт, уникала грати зі своїми батьками й іншими дітьми, відчувала незручність серед людей, яких не знала, не хотіла ні з ким спілкуватися. Батьки звернулися до лікарів (спочатку медики припускали, що дівчинка глуха, а потім, поставивши діагноз аутизм — заявили, що вона ніколи не говоритиме і не здатна до нормального спілкування). Батьки вирішили дати Айріс домашню освіту. Оскільки мати Арабелла Картер-Джонсон хотіла відтворити повноцінну навчальну програму школи, вона включила в неї образотворче мистецтво і працю, стала долучати доньку до читання (її улюблені книги — «Білосніжка і сім гномів» і «Троє поросят», також комікси про Тома і Джеррі).

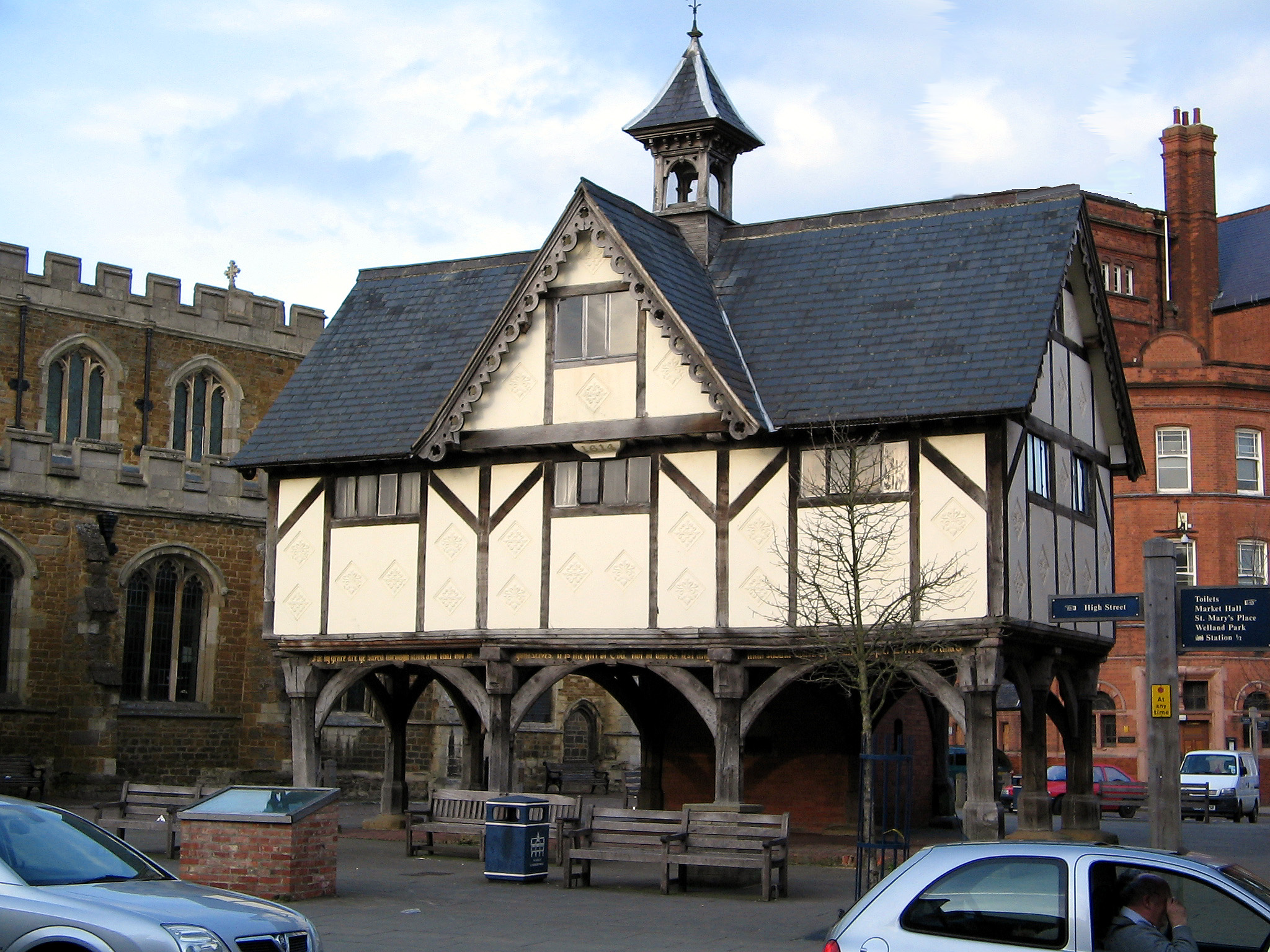
Маркет Гарборо, де мешкає художниця

Картер-Джонсон знала, що багато дітей з аутизмом позитивно реагували на різних тварин, від собак до коней. Проте Айріс Грейс залишилася байдужою до спроб матері познайомити її з цими тваринами. Батьки також пробували музичну та трудотерапію, зміну харчування, невдачею завершилася спроба налагодити спілкування з однолітками в дитячому клубі, який тільки налякав дівчинку. Кішка Тула (названа так на честь однієї з улюблених африканських колискових Айріс — «Тула Баба») з'явилася в родині незадовго до Дня святого Валентина, батьки розраховували, що вона зможе допомогти дитині розвинути здібності і сформувати у неї бажання спілкуватися з зовнішнім світом. Саме тоді Айріс відчувала серйозні проблеми зі здоров'ям. Мати розмістила на Facebook питання про найбільш підхожі для цієї мети породи кішок, у відповідях багато хто відзначили породу мейн-кун. Кішок цієї породи характеризували як доброзичливих, розумних і навіть як любителів купатися у воді. Коли вони вперше принесли Тулу в будинок від місцевого заводчика, кошеня спало у ліжку Айріс Грейс всю ніч, дозволивши їй погладжувати свої вуха й вуса і не пручаючись, коли вона тримала його за хвіст.
Завдяки Тулі Айріс подолала страх перед водою, тільки після її появи вона почала говорити (вимовила першу фразу: «Кішка, сиди!», коли Тула почала лізти лапою в малюнок). З батьками Айріс Грейс Тула поводиться грайливо, часом і бешкетує. З Айріс вона демонструє спокій і доброзичливість: сидить на колінах, щоб заспокоїти її під час поїздок, супроводжує під час прогулянок і поїздок на велосипеді, сидячи в спеціальному кошику, і на човні, а також під час подорожей за кордон, відволікає від неприємностей і знімає роздратування (приносить в такому випадку в зубах іграшку і кидає обруч), жваво демонструє інтерес до занять Айріс живописом, іноді навіть імітує її рухи під час малювання. Дівчинка і кішка ставляться одна до одної зі зворушливою симпатією, але поступово стають більш незалежними одна від одної.

Одночасно з придбанням Тули батьки організували для Айріс Грейс заняття класичною музикою та уроки гри на скрипці. Вона не любить грати на скрипці, але з живим інтересом сприймає багатогодинні симфонічні концерти. Арабелла Картер-Джонсон вважає, що музика надихає її живопис. Батьки супроводжують музикою інші види діяльності, щоб заохотити заняття ними Айріс Грейс. 2013 року вони також організували недільний «Клуб юних дослідників» (англ. «The Little Explorers Activity Club») для дітей з аутизмом, в рамках якого вони можуть поза домом спільно займатися улюбленими заняттями — від приготування їжі до опановування основ наук і мистецтва.
Арабелла Картер-Джонсон говорить про доньку: «Я сподіваюся на ще більші покращення. Я хочу, щоб одного разу вона могла отримати роботу і жити самостійно, і ми намагатимемося всіма способами, щоб це сталося. Аутизм не повинен бути таким песимістичним діагнозом». 2016 року вийшла друком її книга про дочку «Айріс Грейс». У листопаді 2017 року Айріс і Тула стали героїнями першого епізоду серіалу «Коти та кошеня Джо Бренд» на 5 каналі Британського телебачення.
У лютому 2018 року в британських газетах з'явилося повідомлення про тривале перебування Айріс Грейс з батьками у Коста-Риці, де вона відвідувала заповідники для знайомства з флорою та фауною Центральної Америки. В інтерв'ю Арабелла Картер-Джонсон зазначила, що після поїздки донька зберегла вірність своєму мальовничому стилю, але в ньому додалися впевненість і сміливість.

## Живопис
Сама мати Айріс Арабелла Картер-Джонсон, професійна фотографка (мала власну фірму та спеціалізувалася на весільній фотографії), — художниця-аматорка. Вона взялася до занять живописом з Айріс Грейс, коли доньці було три роки. Перше заняття відбулося у березні 2013 року, коли Айріс спробувала намалювати будиночок, збудований для неї матір'ю. Картер-Джонсон пізніше згадувала, що «як тільки аркуш паперу був прикріплений до столу, вона почала суцільне заповнення його химерним поєднанням фарб. Це було не випадковим набором кольорів, те, що я побачила перед собою, було чудово. Настрій Айріс Грейс теж змінився, вона була у захваті, неймовірно щаслива та вільна». Ціни на деякі із картин, виставлених на продаж сім'єю, перевищують 4000 британських фунтів. Це дозволило щотижня проводити для Айріс приватні сеанси терапії та найняти репетитора. Назви для робіт спочатку створювала мати художниці, потім їх почала давати сама авторка.
«Вона подивилася на мене і не відштовхнула», — розповідала Картер-Джонсон, — «це був для нас шлях з'єднання». За останні кілька років Айріс Грейс стала знана як самобутня і цікава навіть для професіоналів художниця. Статті про її картини з'явилися у великих європейських і американських виданнях і в передачах великих телеканалів — NBC, CNN, CBS, «Дейлі мейл», «Індепендент» (яка назвала її «всесвітньо відомою художницею»), «People», China Times, «Таймс», «Син», «La Repubblica», «Bild», «The Huffington Post», «Leicester Mercury», «Harborough Mail», привернули увагу відомих художніх критиків. Телебачення зняло кілька передач про неї, режисер Руперт Ворд-Льюїс — невеликий телефільм про її творчість. Анджело Вігліоті описує творчість Айріс Грейс у своїй роботі про графологію аутистів. Деякі знаменитості, як-от Анджеліна Джолі і Бред Пітт, придбали її твори. Кошти від продажу книг і картин Айріс Грейс перераховуються до фонду Національного товариства аутизму, а деякі її роботи стали основою для віншувальних листівок.
Айріс Грейс створює абстрактні картини, використовуючи незвичайні поєднання фарб і своєрідні візерунки. «Це її спосіб висловити красу, яку вона випробувала і якою вона насолоджувалась», — розповідала Арабелла Картер-Джонсон. Вона використовує оригінальну техніку роботи, то накладаючи фарби пензлем, то струшуючи їх із нього. Вона малює також за допомогою губки, штампиків, валика, використовує навіть пластмасову виделку. Робота над деякими картинами зайняла лише кілька годин, над іншими тривала до півтора тижнів. За схожість із картинами французького імпресіоніста деякі мистецтвознавці називали її «5-річним Моне». На відміну від однолітків, вона зображує світ яскравим, насиченим і химерним. Художниця може працювати над своїми полотнами по кілька годин на день без перерви.